# 대구 효목동 조양회관
대구 효목동 조양회관(大邱 孝睦洞 朝陽會館)은 대구광역시 동구 효목1동에 있는, 독립운동가 서상일(徐相日, 1887년 ~ 1962년)의 주도로 대구지역 청년의 민족계몽운동을 위해 1922년에 세워진 교육회관이다. 2002년 2월 28일 대한민국의 국가등록문화재 제4호로 지정 되었다. 문화재 지정 당시의 문화재 명칭은 효목동 조양회관이었으나, 2013년 10월 30일 지역명을 추가하여 대구 효목동 조양회관으로 등록문화재 명칭이 변경되었다.

## 역사
중국 만주 지역 등에서 활동하다 돌아와 대구에서 동아일보 지국을 운영하던 서상일은 대구 지역 독립운동가들의 뜻을 모아 달성공원 앞에 서양식 교육회관을 건립하게 된다. 조양회관 건축비는 대구구락부회원들이 부담하기로 하고 부지는 서상일의 땅 500평으로 정하였다. 회관의 준공 후 당시 대구구락부, 대구여자청년회, 대구운동협회, 농촌봉사단체 등이 입주하여 민족 계몽운동의 진원지 역할을 하였다. 1983년에 효목1동 망우당공원 내에 이전하여 복원하였다. 1987년부터는 광복회관으로 사용되고 있다.

## 특징
건물 평면은 좌우 대칭형으로 정면 좌우 양끝의 계단실 부분이 약하게 도출되고 뒷면 중앙부가 뒤로 돌출해 전체적으로 십자(十字)형에 가깝다. 정면 중앙의 돌출된 현관은 4개의 사각 돌기둥을 세워 평지붕을 올린 형태이며, 돌기둥의 머리에는 주두(柱頭)를 간략히 표현하였다. 기둥 사이에는 반원형 아치를 틀어 장식하였다. 건물의 외벽은 화강석 기초 위에 붉은 벽돌을 쌓았으며, 창문은 오르내리기 창을 시설하였다. 모든 창문의 화강석 다듬은 인방석(引枋石)을 연속으로 설치하였다.

## 갤러리

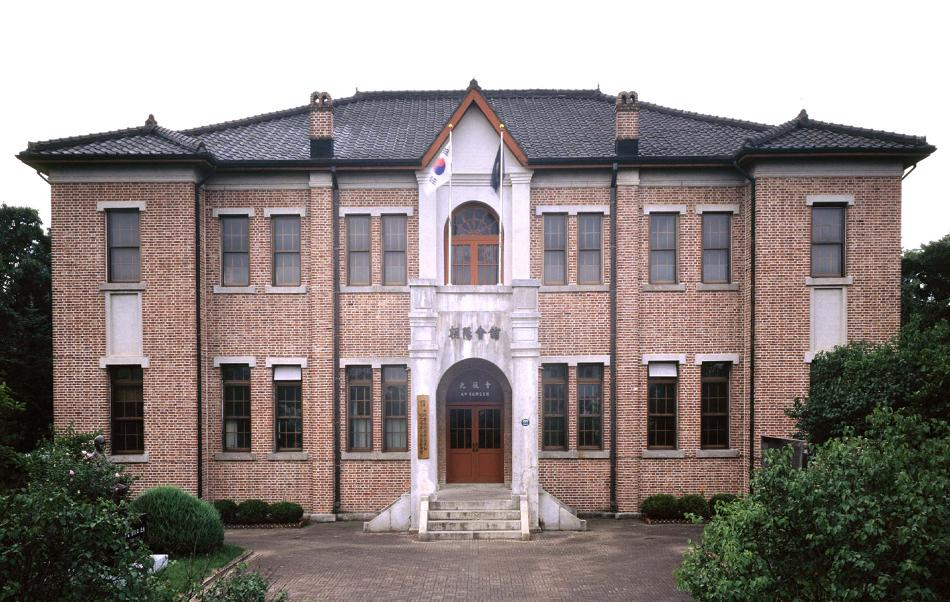
건물전면
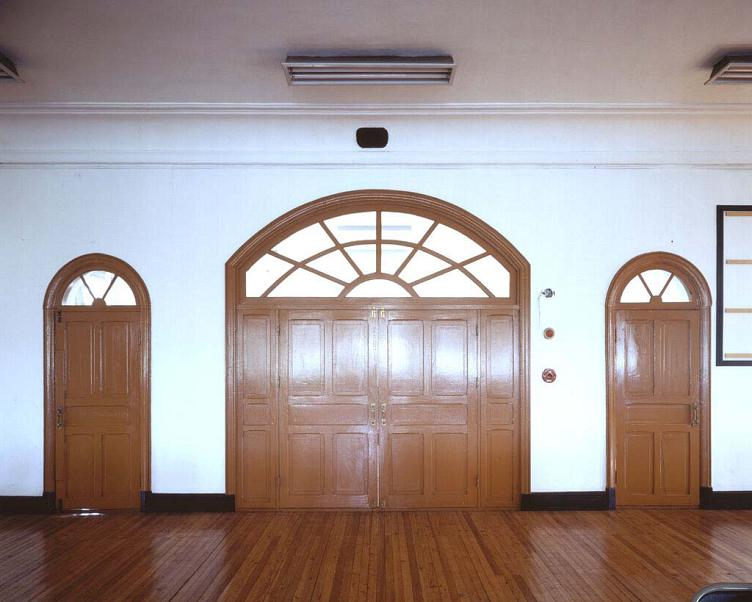
건물내부(출입구)
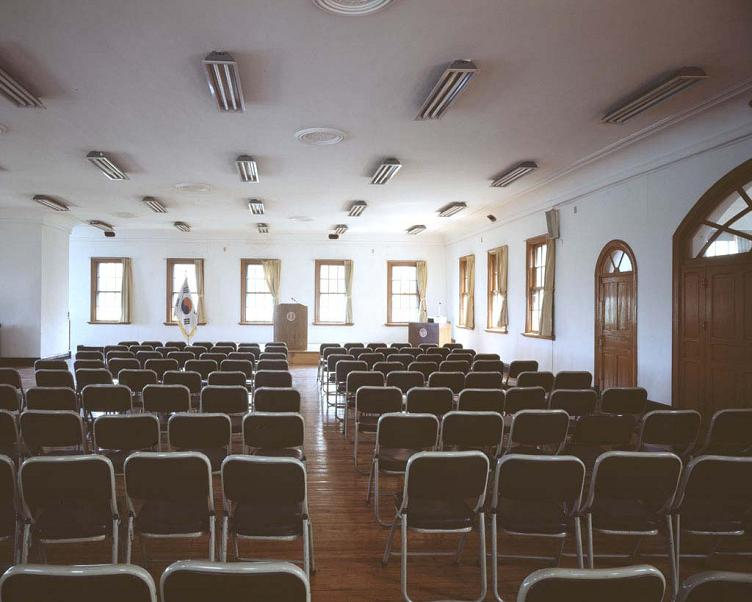
건물내부(2층강당)
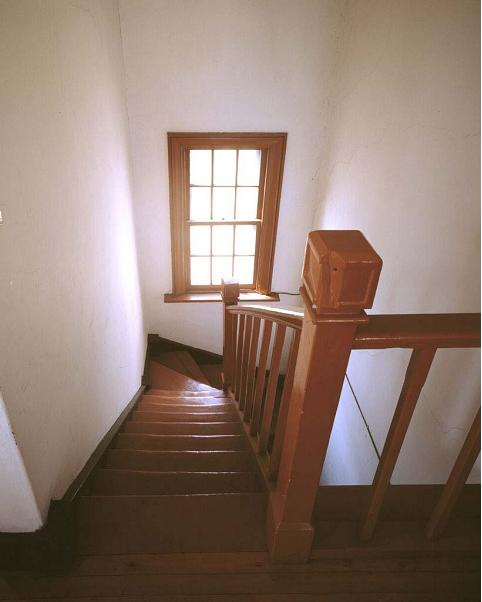
건물계단
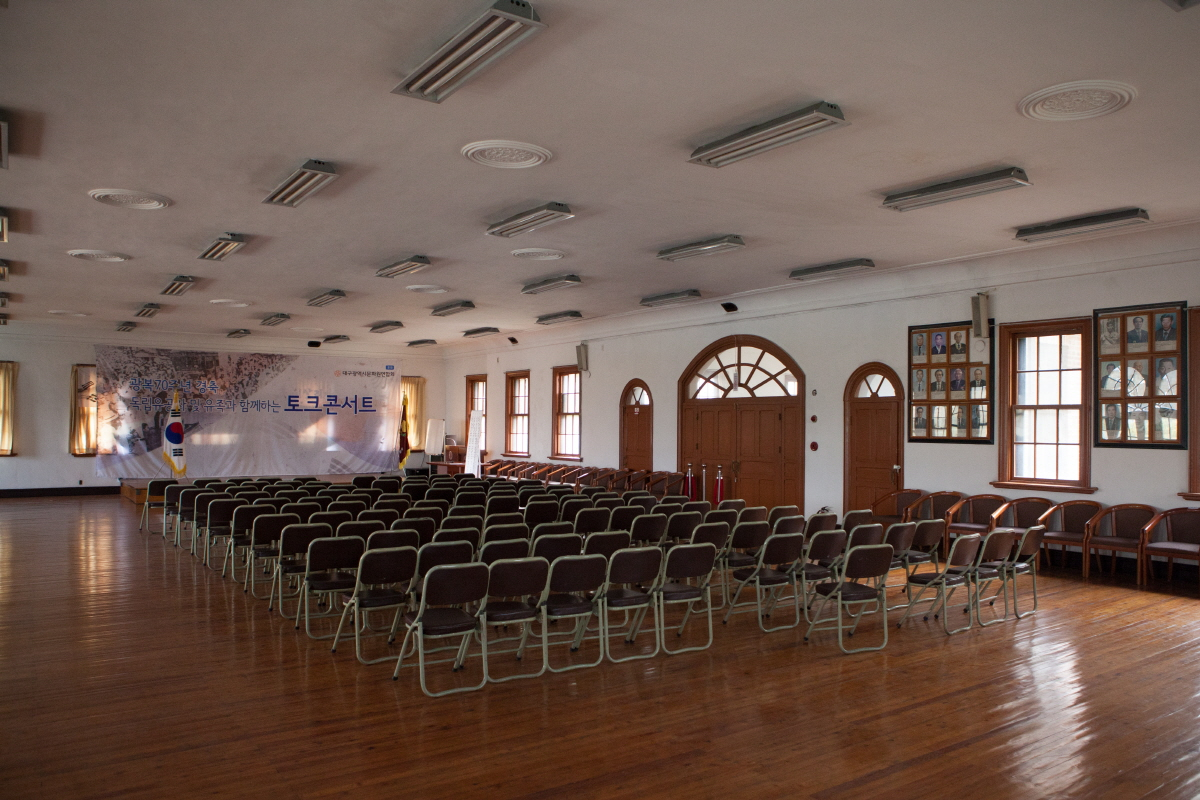
2층 실내
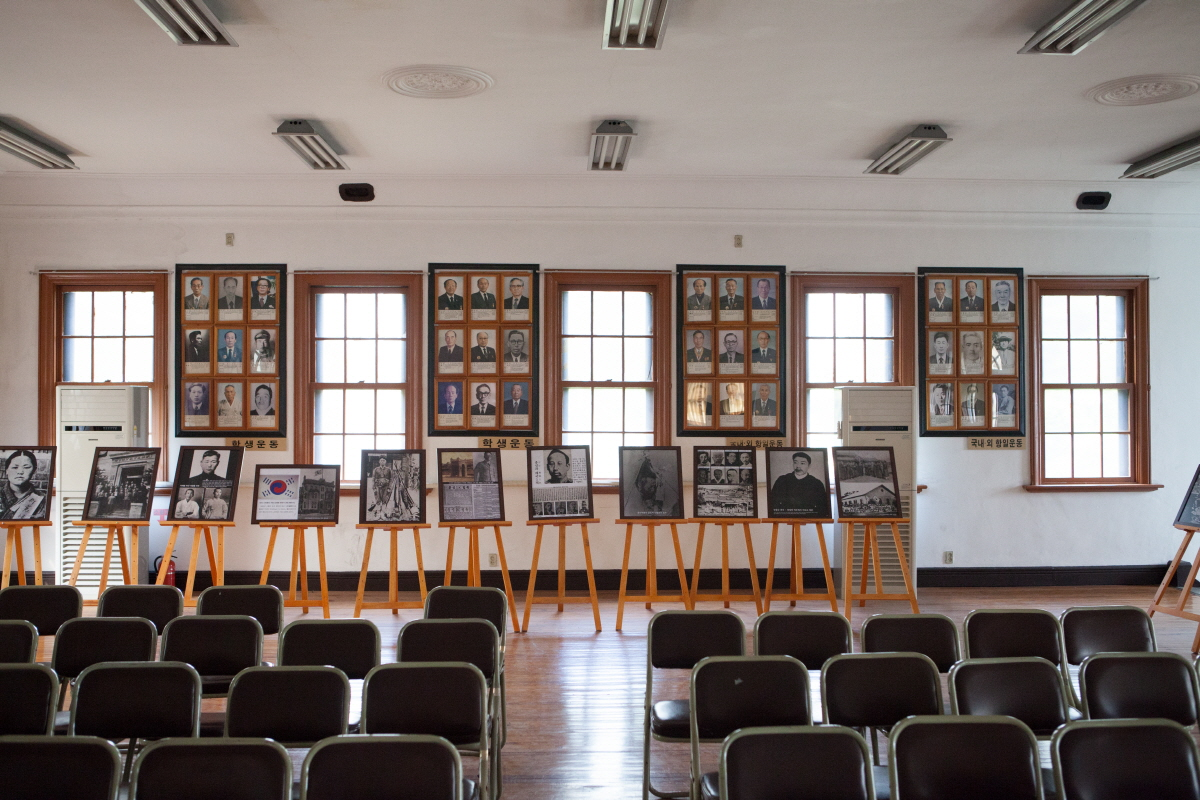
2층 전시
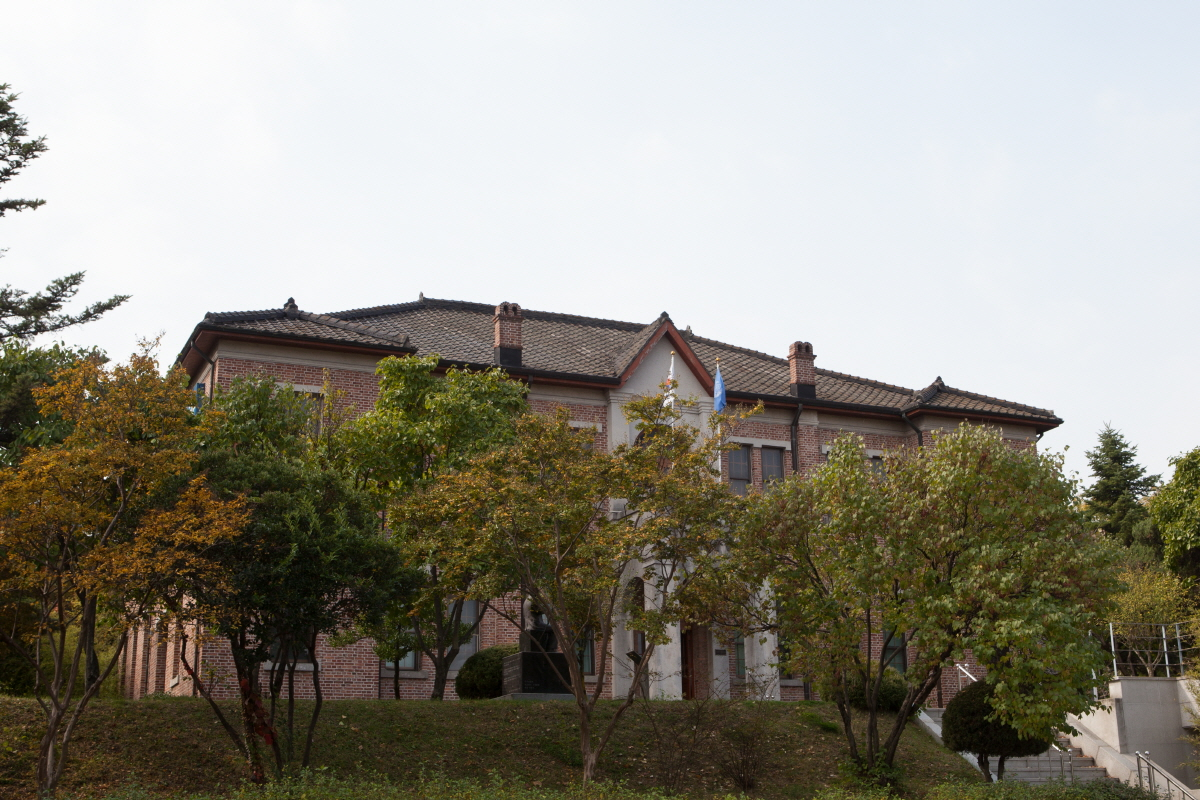
밑에서 본 조양회관
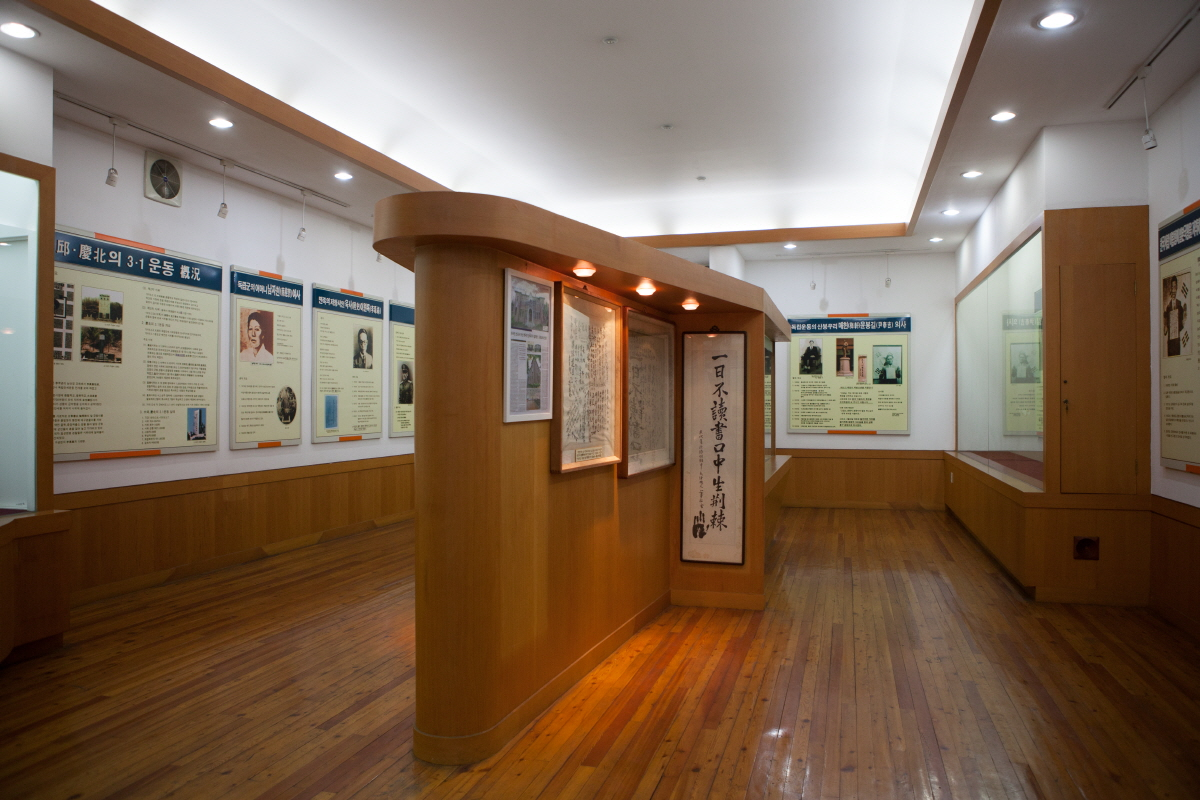
실내 전시
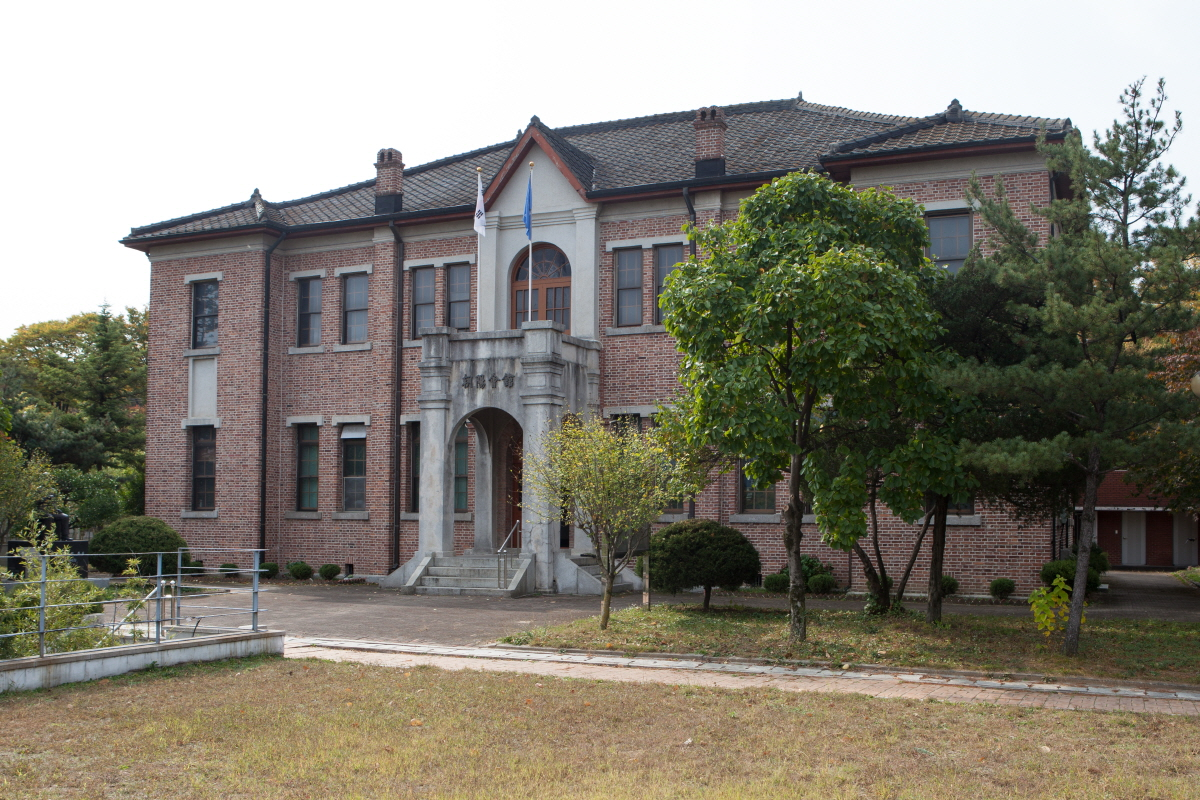
우측에서 본 조양회관
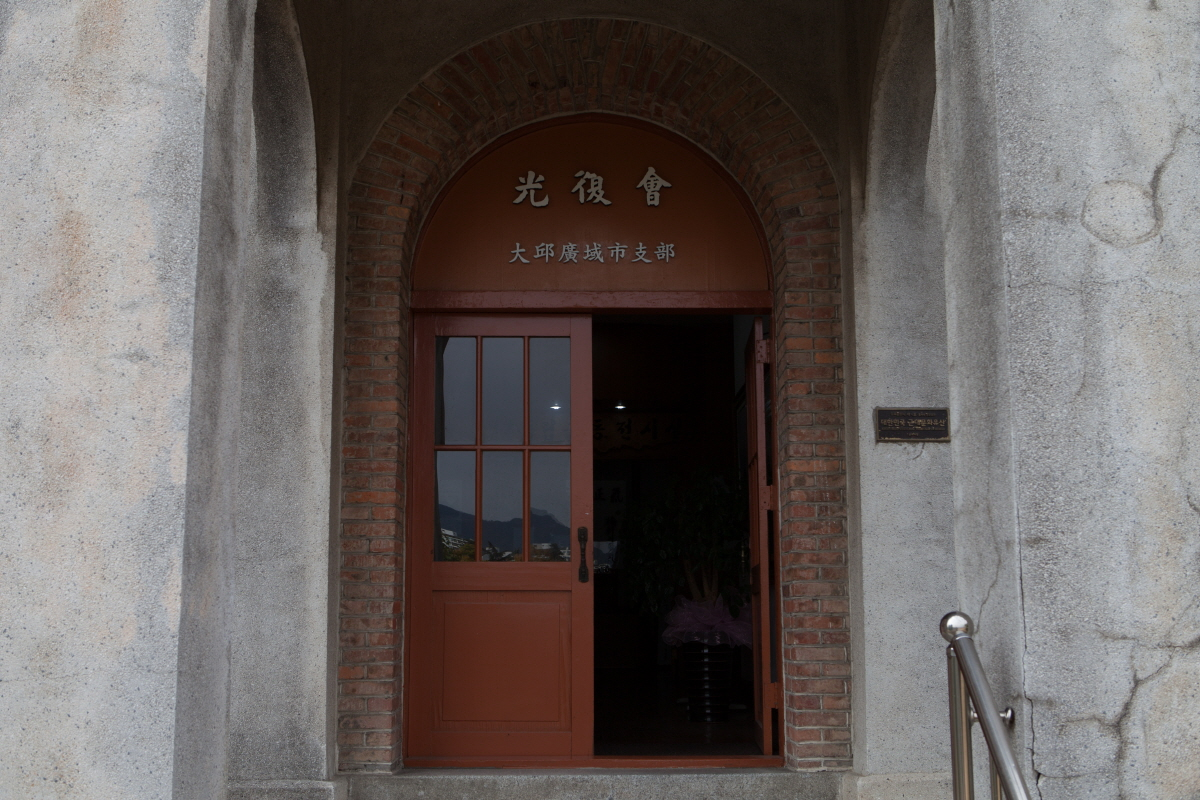
입구 조양회관
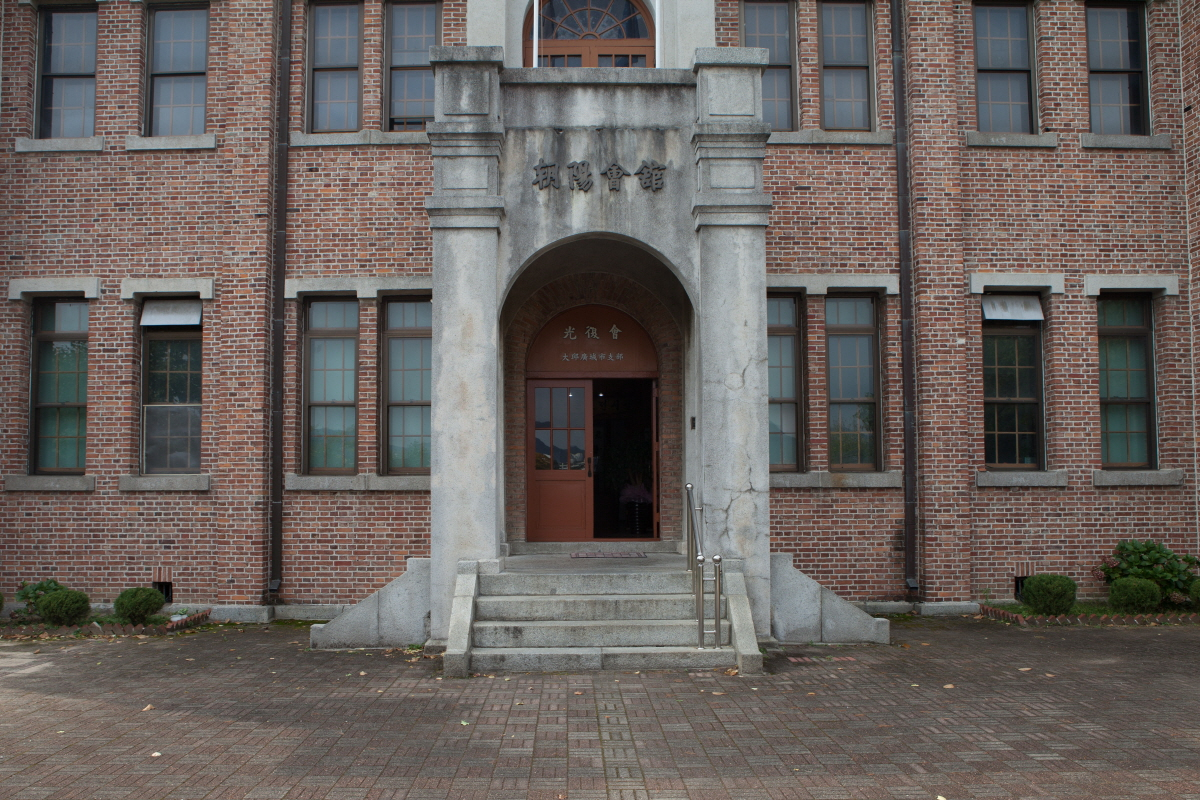
입구
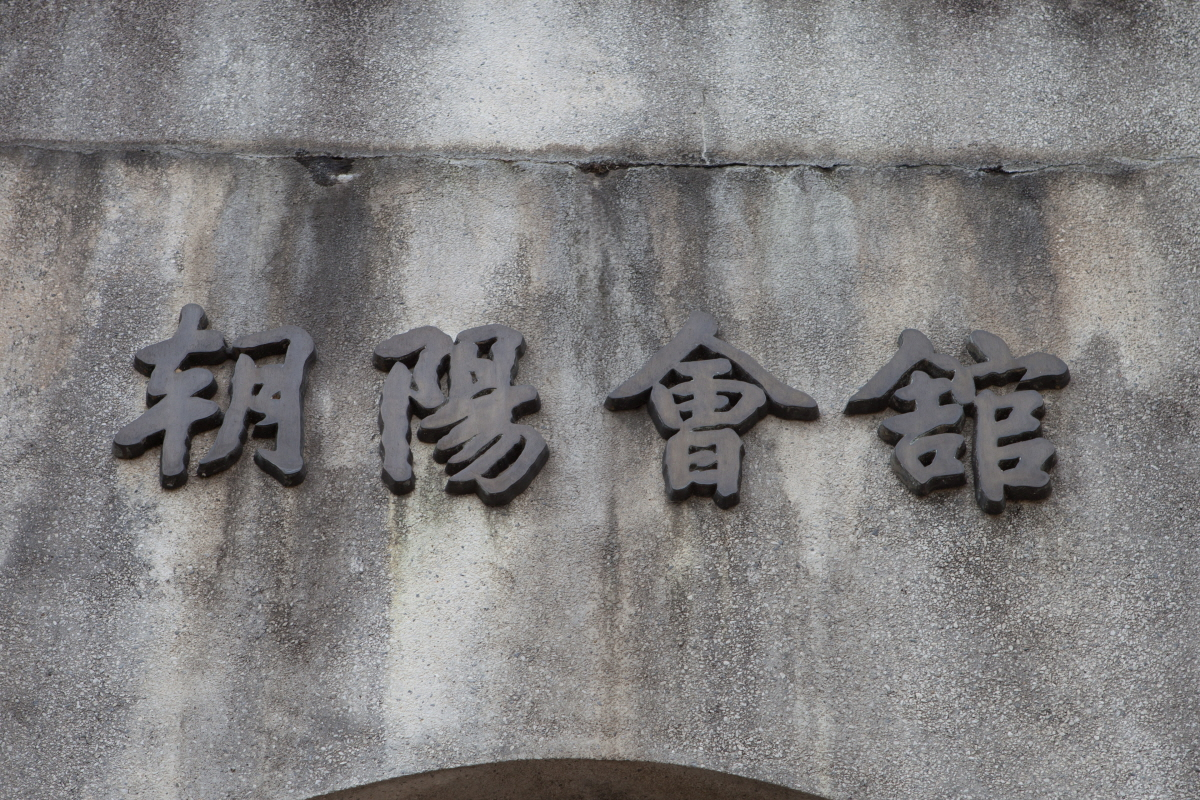
조양회관

## 같이 보기
- 망우당공원

## 참고 자료
- 대구 효목동 조양회관 - 국가유산청 국가유산포털